# كاري آدمسون
كاري آدمسون (بالإنجليزية: Carey Adamson)‏ هو طيار نيوزيلندي، ولد في 5 سبتمبر 1942 في Fairlie, New Zealand ‏ في نيوزيلندا، وتوفي في 10 مايو 2019.